# E272
La ruta europea E272 és una carretera que forma part de la Xarxa de carreteres europees. Comença a Klaipėda (Lituània) i finalitza a Vílnius (Lituània). Té una longitud de 391 km. Té una orientació d'est a oest.